# Inčukalns
Inčukalna è un comune della Lettonia di 8.504 abitanti. Il centro capoluogo contava una popolazione di 2.028 abitanti nel 2006.

## Geografia antropica

### Suddivisioni amministrative
Il comune è formato dalle seguenti unità amministrative:
- Inčukalns (sede comunale)
- Vangaži